# Eloria discalis
Eloria discalis är en fjärilsart som beskrevs av Walker 1856. Eloria discalis ingår i släktet Eloria och familjen tofsspinnare. Inga underarter finns listade i Catalogue of Life.